# Модуль (математика)

Графік модуля функції для дійсних чисел.

Абсолютне значення числа може розглядатися як його відстань від нуля.

У математиці абсолютне значення або модуль дійсного числа {\displaystyle x} — це невід'ємне значення {\displaystyle x} без врахування його знаку. Позначається {\displaystyle |x|}.
А саме, {\displaystyle |x|=x}, якщо {\displaystyle x} додатне, та {\displaystyle |x|=-x}, якщо {\displaystyle x} від'ємне значення (у цьому випадку {\displaystyle -x} додатне), а також {\displaystyle |0|=0}. Наприклад, абсолютне значення числа 3 дорівнює 3, а абсолютне значення числа {\displaystyle -3} також дорівнює {\displaystyle 3}. Абсолютне значення числа також можна розглядати як відстань від нуля.
Узагальнення абсолютного значення для дійсних чисел зустрічається у різноманітних галузях математики.
Наприклад, абсолютне значення визначається для комплексних чисел, кватерніонів, упорядкованих кілець, полів і векторних просторів. Модуль тісно пов'язаний з поняттям величини, відстані і норми в різних математичних і фізичних контекстах.

## Термінологія та позначення
У 1806 році Жан-Роберт Арган увів термін модуль, що позначає французьку одиницю виміру, зокрема, для комплексного абсолютного значення, і в 1886 році цей термін був запозичений у англійську мову як латинський еквівалент модуля. У цьому сенсі термін абсолютне значення використовувався з 1806 року французькою мовою і з 1857 року англійською мовою. Позначення {\displaystyle |x|} (з використанням вертикальних рисок) було введено Карлом Вейєрштрассом у 1841 році. Інші назви для абсолютного значення включають числове значення і величину. У мовах програмування та обчислювальних програмних пакетах абсолютне значення {\displaystyle x} зазвичай позначається {\displaystyle {\rm {abs}}(x)}, або за допомогою інших подібних виразів.
Позначення вертикальних рисок також використовується в ряді інших математичних контекстів: наприклад, при застосуванні до множини, воно означає його потужність; стосовно матриці, воно позначає її визначник. Вертикальні риски позначають абсолютне значення лише для алгебраїчних об'єктів, для яких визначено поняття абсолютного значення, особливо для елемента нормованої алгебри з діленням, наприклад, для дійсного числа, комплексного числа або кватерніона. Тісно пов'язаним, але іншим поняттям, є використання вертикальних рисок для евклідової норми або для  простору неперервних функцій вектора в {\displaystyle \mathbb {R} ^{n}}, хоча подвійні вертикальні риски з нижнім індексом знизу ({\displaystyle \|\cdot \|_{2}} або {\displaystyle \|\cdot \|_{\infty }}) є більш поширеною і менш неоднозначною формою запису.

## Визначення та властивості

### Числа
Для будь-якого дійсного числа {\displaystyle x}
абсолютне значення або модуль позначається {\displaystyle |x|} і визначається як
{\displaystyle {\begin{aligned}|x|={\begin{cases}x,&{\text{при }}x\geq 0,\\{-}x,&{\text{при }}x<0.\end{cases}}\end{aligned}}}
Таким чином, абсолютне значення числа {\displaystyle x} або додатнє або нуль, але ніколи не є від'ємним. Якщо число {\displaystyle x} від'ємне {\displaystyle (x<0)}, то його модуль завжди додатний {\displaystyle (|x|=-x>0)}.
В аналітичній геометрії, абсолютне значення дійсного числа — це відстань від цього числа до нуля уздовж дійсної прямої, а в більш загальному сенсі, абсолютне значення різниці двох дійсних чисел — це відстань між ними. Дійсно, поняття абстрактної функції відстані в математиці можна розглядати як узагальнення абсолютного значення різниці (див. "Відстань" нижче).
Оскільки символ квадратного кореня представляє собою єдиний невід'ємний квадратний корінь (від числа більшого за 0 або 0), то це означає, що
{\displaystyle {\begin{aligned}|x|={\sqrt {x^{2}}}\end{aligned}}}
еквівалентно наведеному вище означенню, і може використовуватися як альтернативне означення абсолютного значення для дійсних чисел.
Абсолютне значення має чотири наступні фундаментальні властивості ({\displaystyle a} і {\displaystyle b} — дійсні числа), які використовуються для узагальнення даного поняття для інших областях:
| {\displaystyle \|a\|\geq 0}             | невід'ємність                                       |
| {\displaystyle \|a\|=0\iff a=0}         | додатна визначеність                                |
| {\displaystyle \|ab\|=\|a\|\,\|b\|}     | мультиплікативність                                 |
| {\displaystyle \|a+b\|\leq \|a\|+\|b\|} | напівадитивність[en], зокрема нерівність трикутника |
Невід'ємність, додатна визначеність та мультиплікативність очевидні з означення.  Щоб побачити, що має місце напівадитивність, спочатку зауважимо, що одна з двох альтернатив вибору для  {\displaystyle s} як {\displaystyle -1} або {\displaystyle +1} гарантує, що {\displaystyle s\cdot (a+b)=|a+b|\geq 0.} Тепер, оскільки {\displaystyle -1\cdot x\leq |x|} та {\displaystyle +1\cdot x\leq |x|}, то,  залежно від значення {\displaystyle s}, для всіх дійсних {\displaystyle x} виконується умова {\displaystyle s\cdot x\leq |x|}. Отже, {\displaystyle |a+b|=s\cdot (a+b)=s\cdot a+s\cdot b\leq |a|+|b|}, що й потрібно було показати. (Для узагальнення цих аргументів на випадок комплексних чисел див. "Доведення нерівності трикутника для комплексних чисел".)
Нижче наведено деякі властивості модуля, які є наслідками, що випливають із означення або з вищезазначених чотирьох властивостей:
| {\displaystyle {\big \|}\,\|a\|\,{\big \|}=\|a\|}                                                     | ідемпотентність (абсолютне значення абсолютного значення є абсолютним значенням) |
| {\displaystyle \|-a\|=\|a\|}                                                                          | парність (симетричність графіка[en])                                             |
| {\displaystyle \|a-b\|=0\iff a=b}                                                                     | тотожність нерозрізних[en] (еквівалент додатно визначеності)                     |
| {\displaystyle \|a-b\|\leq \|a-c\|+\|c-b\|}                                                           | нерівність трикутника (еквівалентна напівадитивності)                            |
| {\displaystyle \left\|{\frac {a}{b}}\right\|={\frac {\|a\|}{\|b\|}}\ } (якщо {\displaystyle b\neq 0}) | збереження ділення (еквівалентно мультиплікативності)                            |
| {\displaystyle \|a-b\|\geq {\big \|}\,\|a\|-\|b\|\,{\big \|}}                                         | обернена нерівність трикутника (еквівалентна напівадитивності)                   |
Дві інші корисні властивості щодо нерівностей:
{\displaystyle {\begin{aligned}|a|\leq b\ \iff \ -b\leq a\leq b,\\\end{aligned}}}
{\displaystyle {\begin{aligned}|a|\geq b\ \iff \ a\leq -b\ {\text{або}}\ a\geq b.\end{aligned}}}
Дані властивості можуть використовуватися для розв'язування нерівностей, пов'язаних із абсолютним значенням {\displaystyle x}. Наприклад:
{\displaystyle {\begin{aligned}|x-3|\leq 9&\iff -9\leq {x-3}\leq 9\\&\iff -6\leq x\leq 12.\end{aligned}}}
Абсолютне значення, як "відстань від нуля", використовується для визначення абсолютної різниці між довільними дійсними числами, є стандартною метрикою на множині дійсних чисел.

### Комплексні числа
Оскільки множина комплексних чисел не є впорядкованою, означення, наведене вище для дійсного абсолютного значення, не можна безпосередньо використовувати у випадку комплексних чисел.  Однак геометричне тлумачення абсолютного значення дійсного числа як його відстані від 0 можна узагальнити.  Абсолютне значення комплексного числа визначається евклідовою відстанню від його відповідної точки в комплексній площині до початку координат. Цю відстань можна обчислити, використовуючи теорему Піфагора: для будь-якого комплексного числа
{\displaystyle {\begin{aligned}z=x+iy,\end{aligned}}}
де {\displaystyle x} і {\displaystyle y} — дійсні числа, абсолютне значення або модуль числа {\displaystyle z} позначається {\displaystyle |z|}  і визначається як
{\displaystyle {\begin{aligned}|z|={\sqrt {[{\rm {Re}}(z)]^{2}+[{\rm {Im}}(z)]^{2}}}={\sqrt {x^{2}+y^{2}}},\end{aligned}}}
де {\displaystyle {\rm {Re}}(z)=x} і {\displaystyle {\rm {Im}}(z)=y} позначають дійсну та уявну частини числа {\displaystyle z} відповідно. Якщо уявна частина {\displaystyle y} дорівнює нулю, то це означення збігається з означенням абсолютного значення дійсного числа {\displaystyle x}.
Якщо комплексне число {\displaystyle z} задано у полярних координатах:
{\displaystyle {\begin{aligned}z=r{\rm {e}}^{i\theta },\end{aligned}}}
де {\displaystyle r={\sqrt {[{\rm {Re}}(z)]^{2}+[{\rm {Im}}(z)]^{2}}}\geq 0} і {\displaystyle \theta ={\rm {arg}}(z)} — аргумент (або фаза) числа {\displaystyle z}, то його абсолютне значення дорівнює
{\displaystyle {\begin{aligned}|z|=r.\end{aligned}}}
Оскільки добуток будь-якого комплексного числа {\displaystyle z} та його комплексно-спряженого {\displaystyle {\bar {z}}=x-iy} (з тим же абсолютним значенням) — це завжди невід'ємне дійсне число {\displaystyle x^{2}+y^{2}}, то абсолютне значення комплексного числа можна зручно виразити як
{\displaystyle {\begin{aligned}|z|={\sqrt {z\cdot {\bar {z}}}},\end{aligned}}}
що нагадує альтернативне означення для дійсних чисел: 
{\displaystyle |x|={\sqrt {x\cdot x}}}.

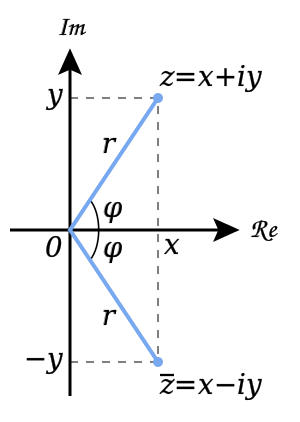
Абсолютним значенням комплексного числа є відстань від числа до початку координат.
З рисунку також видно, що числа та мають рівні абсолютні значення.

Для комплексного абсолютного значення також виконуються чотири основні властивості, що наведені вище для дійсного абсолютного значення.
Мовою теорії груп властивість мультиплікативності можна перефразувати наступним чином: абсолютне значення — це груповий гомоморфізм з мультиплікативної групи комплексних чисел в групу з множенням додатних дійсних чисел.
Важливо, що властивість напівадитивності ("нерівність трикутника") узагальнюється на будь-який скінченний набір з {\displaystyle n} комплексних чисел {\displaystyle (z_{k})_{k=1}^{n}} наступним чином:
{\displaystyle {\begin{aligned}\left|\sum _{k=1}^{n}\right|\leq \sum _{k=1}^{n}|z_{k}|.\quad \quad (*)\end{aligned}}}
Ця нерівність застосовується  також у випадку нескінченних індексованих наборів за умови, що нескінченний ряд {\displaystyle \sum \limits _{k=1}^{\infty }z_{k}} є абсолютно збіжним. Якщо інтеграл Лебега розглядати як неперервний аналог підсумовування, то дана нерівність аналогічно виконується для комплекснозначних, вимірних функцій {\displaystyle f\colon \mathbb {R} \rightarrow \mathbb {C} } при інтегруванні над вимірною підмножиною {\displaystyle E}:
{\displaystyle {\begin{aligned}\left|\int _{E}f\operatorname {d} x\right|\leq \int _{E}|f|\operatorname {d} x.\quad \quad (**)\end{aligned}}}
(Це включає функції, інтегровані за Ріманом, на відрізку {\displaystyle [a;b]}, як частковий випадок.)

### Доведення комплексної нерівності трикутника
Нерівність трикутника, що визначена співвідношенням {\displaystyle (*)}, можна довести, використавши три прості властивості комплексних чисел. А саме, для кожного комплексного числа {\displaystyle z\in \mathbb {C} }:
(i): існує {\displaystyle c\in \mathbb {C} } таке, що {\displaystyle |c|=1} і{\displaystyle |z|=c\cdot z};
(ii): {\displaystyle \mathrm {Re} (z)\leq |z|}.
Також для індексованого набору комплексних чисел {\displaystyle (w_{k})_{k=1}^{n}}: 
{\displaystyle \sum _{k}w_{k}=\sum _{k}\operatorname {Re} (w_{k})+i\sum _{k}\operatorname {Im} (w_{k}).}.
Зокрема,
(iii):  якщо {\displaystyle \sum _{k}w_{k}\in \mathbb {R} }, то {\displaystyle \sum _{k}w_{k}=\sum _{k}\operatorname {Re} (w_{k})}.
Доведення {\displaystyle (*)}: Виберемо {\displaystyle c\in \mathbb {C} } таке, що {\displaystyle |c|=1} та {\displaystyle \sum _{k}z_{k}=c{\big (}\sum _{k}z_{k}{\big )}} (підсумовування по {\displaystyle k=1,\dots ,n}). Тоді наступні обчислення приводять до бажаної нерівності:
{\displaystyle {\begin{aligned}\left|\sum _{k}z_{k}\right|&{\overset {(i)}{=}}c\left(\sum _{k}z_{k}\right)=\sum _{k}cz_{k}{\overset {(iii)}{=}}\sum _{k}\operatorname {Re} (cz_{k}){\overset {(ii)}{\leq }}\sum _{k}|cz_{k}|=\\&=\sum _{k}|c||z_{k}|=\sum _{k}|z_{k}|.\end{aligned}}}.
З даного доведення випливає, що рівність {\displaystyle (*)} виконується тотожно в тому випадку, якщо всі {\displaystyle cz_{k}} — це невід'ємні дійсні числа, що, в свою чергу, виконується тотожно, якщо всі ненульові {\displaystyle z_{k}} мають один і той самий аргумент, тобто {\displaystyle z_{k}=a_{k}\zeta } для комплексної константи {\displaystyle \zeta } і дійсних констант {\displaystyle a_{k}\geq 0}, {\displaystyle 1\leq k\leq n}.
Оскільки функція {\displaystyle f} є вимірною, то {\displaystyle |f|} є також вимірною функцією, то доведення нерівності {\displaystyle (**)} проводиться аналогічно, лише замінюючи  {\displaystyle \sum _{k}(\cdot )} на {\displaystyle \int _{E}(\cdot )\operatorname {d} x} та {\displaystyle z_{k}} на {\displaystyle f(x)}.

## Функція абсолютного значення
Функція дійсного абсолютного значення є неперервною у всіх точках. Вона диференційована у всіх точках, за винятком {\displaystyle x=0}. Вона  є монотонно спадною на інтервалі {\displaystyle (-\infty ,0]} і монотонно зростаючою на інтервалі {\displaystyle [0,+\infty )}. Оскільки дійсне число і його протилежне мають однакові абсолютні значення, то вона є парною функцією, а отже, не має оберненої.  Функція дійсного абсолютного значення є кусково-лінійною та опуклою.
Дійсна та комплексна функції абсолютного значення є ідемпотентними.

Графіки композиції функції абсолютного значення та кубічної функції у різному порядку.

### Зв'язок із функцією sign
Функція модуля дійсного числа вказує на його значення незалежно від його знаку, тоді як функція sign визначає знак числа незалежно від його значення. Наступні співвідношення показують зв'язок між цими двома функціями:
{\displaystyle {\begin{aligned}|x|=x\operatorname {sgn} (x)\quad {\text{або}}\quad |x|\operatorname {sgn} (x)=x,\end{aligned}}}
а також при {\displaystyle x\neq 0},
{\displaystyle \operatorname {sgn} (x)={\frac {|x|}{x}}={\frac {x}{|x|}}.}

### Похідна
Функція абсолютного значення має похідну для кожного {\displaystyle x\neq 0}, але не є диференційованою при {\displaystyle x=0}. Похідна функції для {\displaystyle x\neq 0} задається кусково-сталою функцією:
{\displaystyle {\begin{aligned}{\frac {{\rm {d}}(x)}{{\rm {d}}x}}={\frac {x}{|x|}}={\begin{cases}1,&{\text{при }}x>0,\\-1,&{\text{при }}x<0.\end{cases}}\end{aligned}}}
Субдиференціал функції {\displaystyle |x|} у точці {\displaystyle x=0} — це числовий проміжок {\displaystyle [-1;1]}.
Комплексна функція абсолютного значення є неперервною у всіх точках, але вона ніде не є комплексно-диференційованою, оскільки не виконуються умови Коші—Рімана.
Друга похідна функції {\displaystyle |x|} відносно {\displaystyle x} дорівнює нулю у всіх точка, крім нуля, де вона не існує. Другу похідну як узагальнену функцію можна розглядати як двократну дельта-функцію Дірака.

### Первісна
Первісною (невизначеним інтегралом) функції дійсного абсолютного значення є
{\displaystyle {\begin{aligned}\int |x|{\rm {d}}x={\frac {x|x|}{2}}+C,\end{aligned}}}
де {\displaystyle C} — довільна константа інтегрування. Це не є комплексною первісною, оскільки такі первісні можуть існувати тільки для комплексно-диференційованих (голоморфних) функцій, а комплексна функції абсолютного значення не є такою.

## Відстань
Див. також Метричний простір
Абсолютне значення тісно пов'язане з поняттям відстані.  Як зазначалося вище, модуль дійсного або комплексного числа — це відстань від даного числа до  початку координат вздовж прямої дійсних чисел (для дійсних чисел), або в комплексній площині (для комплексних чисел) і, у загальному випадку, абсолютне значення  різниці двох дійсних чи комплексних чисел — це відстань між ними.
Звичайна евклідова відстань між двома точками {\displaystyle A=(a_{1};a_{2};\dots ;a_{n})} та {\displaystyle B=(b_{1};b_{2};\dots ;b_{n})} у евклідовому {\displaystyle n}-вимірному просторі визначається як
{\displaystyle {\begin{aligned}{\sqrt {\sum _{i=1}^{n}(a_{i}-b_{i})^{2}}}.\end{aligned}}}
Це можна розглядати як узагальнення, оскільки {\displaystyle a_{1}} та {\displaystyle b_{1}} є дійсними числами, тобто в одновимірному просторі, відповідно до альтернативного означення модуля,
{\displaystyle {\begin{aligned}|a_{1}-b_{1}|={\sqrt {(a_{1}-b_{1})^{2}}}={\sqrt {\sum _{i=1}^{1}(a_{i}-b_{i})^{2}}},\end{aligned}}}
а для комплексних чисел {\displaystyle a=a_{1}+ia_{2}} та {\displaystyle b=b_{1}+ib_{2}}, тобто у двовимірному просторі, модуль визначається наступним чином:
{\displaystyle {\begin{aligned}|a-b|&=|(a_{1}+ia_{2})-(b_{1}+ib_{2})|=|(a_{1}-b_{1})+i(a_{2}-b_{2})|\\&={\sqrt {(a_{1}-b_{1})^{2}+i(a_{2}-b_{2})^{2}}}={\sqrt {\sum _{i=1}^{2}(a_{i}-b_{i})^{2}}}.\end{aligned}}}
Усе вищесказане свідчить про те, що "абсолютна значення" — відстань для дійсних та комплексних чисел - узгоджується з стандартною евклідовою відстанню, яку вони наслідують у результаті їх розгляду  як одно- та двовимірні евклідові простори, відповідно.
Такі властивості абсолютного значення різниці двох дійсних або комплексних чисел як невід'ємність, тотожність нерозрізних, симетричність і нерівність трикутника, які були наведені вище, можуть слугувати підставою для більш загального поняття функції відстані наступним чином:
Дійснозначна функція {\displaystyle d} на множині {\displaystyle X\times X} називається метрикою (або функцією відстані) на множині {\displaystyle X}, якщо вона задовольняє наступні чотири аксіоми:
| {\displaystyle d(a,b)\geq 0}             | невід'ємність          |
| {\displaystyle d(a,b)=0\iff a=b}         | тотожність нерозрізних |
| {\displaystyle d(a,b)=d(b,a)}            | симетричність          |
| {\displaystyle d(a,b)\leq d(a,c)+d(c,b)} | нерівність трикутника  |

## Узагальнення

### Упорядковані кільця
Наведене вище означення абсолютного значення для дійсних чисел можна узагальнити для будь-якого впорядкованого кільця. Тобто, якщо {\displaystyle a} — елемент упорядкованого кільця {\displaystyle R}, то абсолютне значення елемента {\displaystyle a} (позначається як {\displaystyle |a|}) визначається наступним чином:
{\displaystyle {\begin{aligned}|a|={\begin{cases}a,&{\text{при }}a\geq 0,\\-a,&{\text{при }}a<0.\end{cases}}\end{aligned}}}
де {\displaystyle -a} — протилежний елемент до елементу {\displaystyle a}, {\displaystyle 0} — адитивний протилежний елемент, а знаки {\displaystyle <} та {\displaystyle \geq } мають звичайне значення щодо впорядкування у кільці.

### Поля
Основна стаття: Абсолютне значення (алгебра)
Чотири основні властивості абсолютного значення для дійсних чисел можуть бути використані для узагальнення поняття модуля на випадок довільного поля наступним чином:
Дійснозначна функція {\displaystyle v} над полем {\displaystyle {\mathbb {F} }} називається абсолютним значенням (також модулем, або величиною), якщо вона задовольняє наступні чотири аксіоми:
| {\displaystyle v(a)\geq 0}                | невід'ємність                              |
| {\displaystyle v(a)=0\iff a=\mathbf {0} } | додатна визначеність                       |
| {\displaystyle v(ab)=v(a)v(b)}            | мультиплікативність                        |
| {\displaystyle v(a+b)\leq v(a)+v(b)}      | напівадитивність або нерівність трикутника |
Де {\displaystyle {\textbf {0}}} позначає нуль-елемент поля {\displaystyle {\mathbb {F} }}. З аксіом додатньо визначеності та мультиплікативності випливає, що функція {\displaystyle v({\bf {1}})=1}, де {\displaystyle {\bf {1}}} позначає одиничний елемент поля {\displaystyle {\mathbb {F} }}. Вищезазначені дійсні та комплексні абсолютні значення є прикладами абсолютних значень для довільного поля.
Якщо функція {\displaystyle v} — абсолютне значення над полем {\displaystyle {\mathbb {F} }}, то функція {\displaystyle d} на {\displaystyle {\mathbb {F} }\times {\mathbb {F} }}, визначена як {\displaystyle d(a,b)=v(a-b)}, є метрикою та наступні умови еквівалентні:
- d задовольняє ультраметричну нерівність {\displaystyle d(x,y)\leq \max(d(x,z),d(y,z))} для усіх x, y, z на F.
- {\displaystyle {\big \{}v{\Big (}{\textstyle \sum _{k=1}^{n}}\mathbf {1} {\Big )}:n\in \mathbb {N} {\big \}}} обмежена на R.
- {\displaystyle v{\Big (}{\textstyle \sum _{k=1}^{n}}\mathbf {1} {\Big )}\leq 1\ } для всіх {\displaystyle n\in \mathbb {N} .}
- {\displaystyle v(a)\leq 1\Rightarrow v(1+a)\leq 1\ } для всіх {\displaystyle a\in F.}
- {\displaystyle v(a+b)\leq \mathrm {max} \{v(a),v(b)\}\ } для всіх {\displaystyle a,b\in F.}

Абсолютне значення, яка задовольняє будь-яку (тут усі) з вищезазначених умов, називається неархімедовим, в противному випадку воно вважається архімедовим.

### Векторні простори
Основна стаття: Норма (математика)
Знову ж таки, основні властивості абсолютного значення для дійсних чисел можна використати з незначною модифікацією для узагальнення поняття на випадок довільного векторного простору.
Дійснозначна функції на векторному просторі {\displaystyle V} над полем {\displaystyle {\mathbb {F} }} (позначається як  {\displaystyle \|\cdot \|}) називається абсолютним значенням, але як правило її називають нормою, якщо вона задовольняє наступні аксіоми:
Для будь-яких {\displaystyle a\in {\mathbb {F} }} та {\displaystyle {\textbf {v}},{\textbf {u}}\in V},
| {\displaystyle \\|\mathbf {v} \\|\geq 0}                                                  | невід'ємність                              |
| {\displaystyle \\|\mathbf {v} \\|=0\iff \mathbf {v} =0}                                   | додатна визначеність                       |
| {\displaystyle \\|a\mathbf {v} \\|=\|a\|\\|\mathbf {v} \\|}                               | додатна однорідність або додатна           |
| {\displaystyle \\|\mathbf {v} +\mathbf {u} \\|\leq \\|\mathbf {v} \\|+\\|\mathbf {u} \\|} | напівадитивність або нерівність трикутника |
Норму вектора також називають його довжиною чи величиною.
У випадку евклідового простору {\displaystyle {\mathbb {R} }^{n}} функція, визначена як
{\displaystyle {\begin{aligned}\|(x_{1},x_{2},\dots ,x_{n})\|={\sqrt {\sum _{i=1}^{n}x_{i}^{2}}},\end{aligned}}}
є нормою, яку називається евклідовою нормою. Якщо дійсні числа {\displaystyle {\mathbb {R} }} розглядати як одновимірний векторний простір {\displaystyle {\mathbb {R} }^{1}}, абсолютне значення є нормою, а також  {\displaystyle p}-нормою (див. простір {\displaystyle L^{p})} для будь-якого {\displaystyle p}.  Насправді, абсолютне значення є "єдиною" нормою на векторному просторі {\displaystyle {\mathbb {R} }^{1}}, у тому сенсі, що для будь-якої норми  {\displaystyle \|\cdot \|} на одновимірному векторному просторі {\displaystyle {\mathbb {R} }^{1}}, {\displaystyle \|x\|=\|1\||x|}.  Комплексне абсолютне значення — це особливий випадок норми у передгільбертовому просторі.  Воно співпадає з евклідовою нормою, якщо комплексну площину ототожнювати з двовимірною евклідовою площиною {\displaystyle {\mathbb {R} }^{2}}.

### Алгебра композицій
Головна стаття: Алгебра композицій
Будь-яка алгебра композицій {\displaystyle A} допускає інволюцію {\displaystyle x\to x^{*}}, яка називається спряженням. Добуток в алгебрі {\displaystyle A} елемента {\displaystyle x} і його спряженого {\displaystyle x^{*}} записується як {\displaystyle N(x)=xx^{*}} і називається нормою елемента {\displaystyle x}.
Дійсні числа {\displaystyle \mathbb {R} }, комплексні числа {\displaystyle \mathbb {C} } та кватерніони {\displaystyle \mathbb {H} } — це композиційні алгебри з нормами, заданими визначеними квадратичними формами. Абсолютне значення в цих алгебрах з діленням визначається квадратним коренем норми алгебри композиції.
У загальному випадку алгебри композиції може мати квадратичну форму, яка є невизначеною та має нуль-вектори. Однак, як і у випадку алгебр з діленням, якщо елемент {\displaystyle x} має ненульову норму, то {\displaystyle x} має оберненний елемент, що задається співвідношенням {\displaystyle x^{*}/N(x)}.